# Vombatus ursinus
Il vombato comune (Vombatus ursinus Shaw, 1800), noto anche come vombato dal pelo ruvido, è una delle tre specie di vombato e l'unica appartenente al genere Vombatus (É. Geoffroy, 1803).

## Distribuzione
È diffuso nelle regioni più fredde e più umide dell'Australia meridionale e orientale, ma vive anche nelle regioni montuose, spingendosi verso nord fino al Queensland meridionale; malgrado sia molto diffuso, nel Victoria occidentale e nell'Australia Meridionale si sta facendo raro.

## Riproduzione
Ogni due anni le femmine di vombato comune danno alla luce un unico piccolo; questo lascerà il marsupio rivolto all'indietro tipico della specie dopo nove-undici mesi, quando avrà raggiunto un peso di 3,5-6,5 kg. Sarà svezzato intorno ai dodici-quindici mesi, ma fino ai diciotto mesi dipenderà sempre dalla madre.

## La sottospecie dello Stretto di Bass
La sottospecie dello stretto di Bass (Vombatus ursinus ursinus) vive solamente sull'isola Flinders, a nord della Tasmania. Nel 1996 la sua popolazione venne stimata sui 4000 esemplari e ancora oggi viene considerata vulnerabile dall'Environment Protection and Biodiversity Conservation Act del 1999 e dalla Lista Rossa della IUCN.